# Sericornis humilis
Sericornis humilis là một loài chim trong họ Acanthizidae.